# Corydoras ehrhardti
Corydoras ehrhardti är en fiskart som beskrevs av Steindachner, 1910. Corydoras ehrhardti ingår i släktet Corydoras och familjen Callichthyidae. IUCN kategoriserar arten globalt som livskraftig. Inga underarter finns listade i Catalogue of Life.